# IC 1340
IC 1340 је емисиона маглина у сазвјежђу Лабуд која се налази на листи објеката дубоког неба у Индекс каталогу.
Деклинација објекта је + 31° 2' 54" а ректасцензија 20h 56m 8,0s.